# Erbenhäuschen
Erbenhäuschen, im 19. Jahrhundert auch Bernshäuschen genannt, ist ein Wohnplatz im Stadtbezirk Mitte der bergischen Großstadt Solingen.

## Lage und Beschreibung
Erbenhäuschen befindet sich auf einem Höhenzug zwischen dem Stöckener Bach im Norden und dem Klauberger bzw. Papiermühler Bach im Süden, die beide in einem Tal in Richtung der östlich gelegenen Wupper fließen. Auf dem Höhenzug verläuft die Hasselstraße, die Stöckerberg mit der Wohnsiedlung an der Hasseldelle verbindet. Erbenhäuschen lag ursprünglich im Kreuzungsbereich der heutigen Margaretenstraße sowie der Hasselstraße. Heute bezeichnet Erbenhäuschen eine parallel zur Hasselstraße verlaufende Straße sowie eine dort gelegene Siedlung, die vorwiegend aus Einfamilienhäusern besteht.
Benachbarte Orte sind bzw. waren (von Nord nach West): Stöckerberg, Stöcken, Kohlfurth, Im Klauberg, Hasseldelle, Sturmsloch, Städtgesmühle, Kannenhof, Klauberg, Potshaus, Kullen und Bimerich.

## Etymologie
Zur Herkunft des Ortsnamens bestehen verschiedene Theorien. Entweder könnte es sich bei dem Bestimmungswort Erbe- um einen Familiennamen handeln oder es handelt sich um einen ererbten Besitz.

## Geschichte
Erbenhäuschen hat seine Ursprünge mindestens im frühen 18. Jahrhundert. In dem Kartenwerk Topographia Ducatus Montani, Blatt Amt Solingen, von Erich Philipp Ploennies aus dem Jahre 1715 ist der Ort mit dem Symbol eines Schleifkottens verzeichnet und als Erbeshüsg verzeichnet. Der Ort gehörte als Bernshäusgen benannt zur Honschaft Solingen innerhalb des Amtes Solingen. Die Topographische Aufnahme der Rheinlande von 1824 zeigt an der Wohnplatzstelle bereits eine gewachsene Bebauung, die jedoch unbenannt blieb. Durch den Ort verläuft eine Wegeverbindung zwischen Schlagbaum und der Papiermühle an der Wupper. Die Preußische Uraufnahme von 1844 bezeichnet den Ort als Erfenhäuschen. In der Topographischen Karte des Regierungsbezirks Düsseldorf von 1871 ist der Wohnplatz unbenannt verzeichnet. Der Ort erscheint in der Preußischen Neuaufnahme von 1898 als Erbenhäuschen bezeichnet.
Der Ort gehörte nach Gründung der Mairien und späteren Bürgermeistereien zur Bürgermeisterei Dorp, die im Jahre 1856 das Stadtrecht erhielt, und dort in der Flur I. Schrodberg. Die Gemeinde- und Gutbezirksstatistik der Rheinprovinz führt den Ort 1871 mit sieben Wohnhäusern und 66 Einwohnern auf. Im Gemeindelexikon für die Provinz Rheinland von 1888 werden zehn Wohnhäuser mit 69 Einwohnern angegeben.
Die Bürgermeisterei beziehungsweise Stadt Dorp wurde nach Beschluss der Dorper Stadtverordneten zum 1. Januar 1889 mit der Stadt Solingen vereinigt. Damit wurde Erbenhäuschen ein Ortsteil Solingens. 1895 besitzt der Ortsteil acht Wohnhäuser mit 95 Einwohnern, 1905 werden sieben Wohnhäuser und 84 Einwohner angegeben.
Unter den Höhenzug bei Erbenhäuschen hindurch führte ab 1914 durch den Stöckerberg-Tunnel auch die Straßenbahnstrecke zwischen Wuppertal und Solingen, auf der die von der Barmer Bergbahn betriebene Linie 5 verkehrte. Diese verband auf Solinger Stadtgebiet die Kohlfurth mit dem Mühlenplatz. Die Linie wurde insbesondere von Arbeitern der Firma Rasspe genutzt, die von Solingen aus zu der Fabrik pendelten. Der Betrieb der Linie 5 wurde allerdings am 3. Mai 1969 eingestellt. Im Zuge der Neuansiedlung von Unternehmen auf dem lange Zeit brachliegenden Rasspe-Areal am Stöcken bestehen seit 2019 Überlegungen, die einstige Straßenbahntrasse mit dem Tunnel Stöckerberg in einen Radwanderweg umzubauen, so dass dieser von der Korkenziehertrasse aus erreichbar wäre.

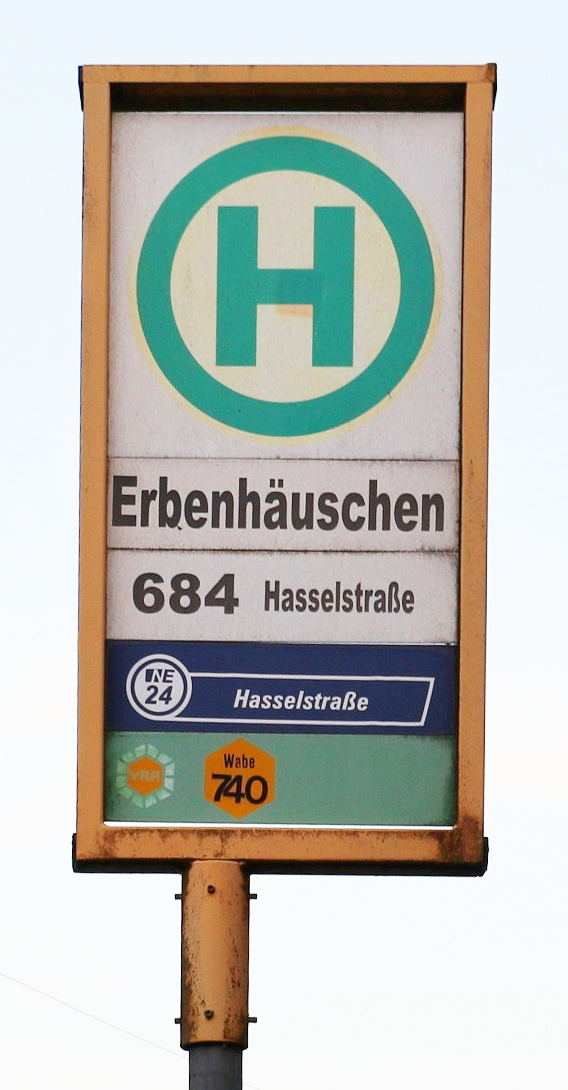
Bushaltestelle Erbenhäuschen

Die Hasselstraße wurde Anfang des 20. Jahrhunderts im Abschnitt vom Stöckerberg über Erbenhäuschen ausgebaut, etwas verlängert bis zur heutigen Bushaltestelle Erbenhäuschen und in diesem Bereich auch zunächst locker bebaut. Am 30. Oktober 1930 wurde die Ortsbezeichnung in diesem Bereich als Straßenname einer Querstraße zur Hasselstraße eingeführt. Zu Beginn der 1970er Jahre entstand an der östlichen Verlängerung der Hasselstraße die Großwohnsiedlung an der Hasseldelle. Am Erbenhäuschen sowie an den neu angelegten Querstraßen Efeuweg, Magnolienweg und Ginsterweg (ehemals Hohenklauberg genannt) entstand dagegen bis 1980 eine Siedlung, die vorwiegend aus Einfamilienhäusern besteht. Südlich von Erbenhäuschen wurde eine Kleingartenanlage angelegt, die zum Ufer des Klauberger Bachs abfällt.